# 日本バトン協会

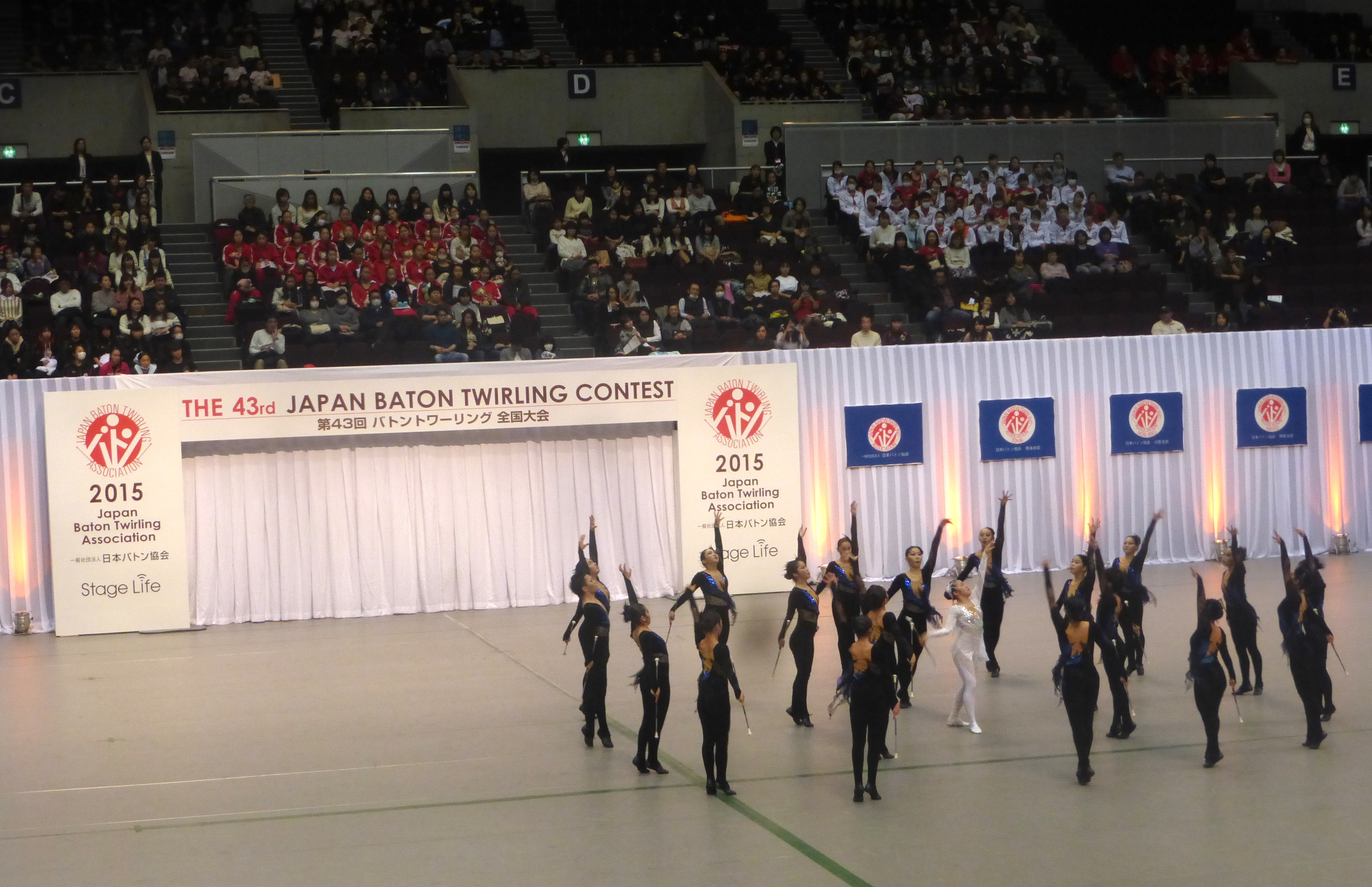
バトントワーリング全国大会、2015年

一般社団法人日本バトン協会（にほんバトンきょうかい）は、日本でのバトントワリングを統括する団体である。世界バトントワリング連合に加盟している。

## 沿革
- 1995年9月 - 全日本マーチングバンド・バトントワリング連盟の下部組織日本スポーツバトン協会として設立。
- 2002年6月2日 - 全日本マーチングバンド・バトントワリング連盟から独立。
- 2013年3月10日 - 日本マーチングバンド・バトントワーリング協会のバトントワーリング部門と統合し、日本バトン協会と改称。

## 大会
- 全日本バトントワーリング選手権大会
- バトントワーリング全国大会
- アクティング・カップ